# アフォガード (漫画)
『アフォガード』は、ミキマキによる日本の漫画作品。スクウェア・エニックスのウェブコミック配信サイト『ガンガンONLINE』2013年8月1日更新分から2015年8月6日まで毎月第1・第3週更新で連載された。読者投票参加作品。

## あらすじ
私立フォガード学園には、美男子が多すぎることから「不純異性交遊にならぬよう、女子校舎に通う者は、被り物をすること」という掟があった。馬のマスクをして女子校舎に通う相沢花鳥は、男子校舎に通う美男子・日下部森羅に片思い中だった。

## 登場人物
相沢 花鳥（あいざわ かとり）
フォガード学園女子校舎2年生で、調理部所属。馬の被り物をかぶって学校生活を送っている。性格は少し天然でおっとりしている。
三神 琥珀（みかみ こはく）
花鳥の同級生。実家は縁結びで有名な神社で、恋愛成就のお守りを扱う。このためか狐の面をかぶって学校生活を送っている。明るくノリが良いムードメーカー。是永のことを気にしている。
悠木 レン（ゆうき レン）
花鳥の同級生。機械に強く電子工学部という部活に所属しており、電子レンジの被り物をしている。機械は得意だが人の気持ちに関しては多少鈍感な面もあるが、葉山の事が気にかかっている。
蝶野 華代（ちょうの はなよ）
産休代理の教師。国語（現代文）を担当しており調理部顧問。プロレスラーが被るようなマスクを着用している。男子校舎の生徒に色仕掛けをするつもりだったが、校則の壁に突き当たっている。特に森羅を気に入っている。
日下部 森羅（くさかべ しんら）
フォガード学園男子校舎2年生。クールそうに見える外見だが実際は照れ屋。花鳥とは実は幼馴染。
是永 統（これなが すばる）
森羅の同級生。校内一もてる男だが、風紀委員で校則違反を厳しく取り締まる。その取り締まり目当てにわざと校則違反をする女子もいるくらい。普段は眼鏡をかけているが視力は良く伊達眼鏡である。
葉山 俊明（はやま としあき）
森羅の同級生。弓道部員。周りからは「ヤマト」と呼ばれている。人当たりの良いさわやかな性格で、人に喜ばれることが好き。そのため、「歩くシルバーシート」などとも言われていたり、募金の羽根で枕が作れるほど。

## 単行本
- ミキマキ 『アフォガード』、スクウェア・エニックス〈ガンガンONLINE〉、全5巻

1. 2014年3月22日発売[1] ISBN 978-4-7575-4250-1
2. 2014年7月22日発売[2] ISBN 978-4-7575-4356-0
3. 2015年1月22日発売[3] ISBN 978-4-7575-4537-3
4. 2015年6月22日発売[4] ISBN 978-4-7575-4668-4
5. 2015年11月21日発売[5] ISBN 978-4-7575-4799-5